# بلدة فينيس (ميشيغان)
فينيس (بالإنجليزية: Venice Township, Michigan)‏ هي بلدة تقع بولاية ميشيغان في الولايات المتحدة. تأسست عام 1836، تبلغ مساحتها 97 (كم²)، وترتفع عن سطح البحر 228 م، بلغ عدد سكانها 2588 نسمة في عام تعداد الولايات المتحدة 2000 حسب إحصاء مكتب تعداد الولايات المتحدة وتصل الكثافة السكانية فيها 26.7 نسمة/كم2.

## وصلات خارجية
- The US50 - Cities and Towns in Michigan State
- Michigan Cities and Towns, Facts, Map, Flag, Colleges, Government, and More